# Bordage (bateau)
Pour les articles homonymes, voir Bordage.

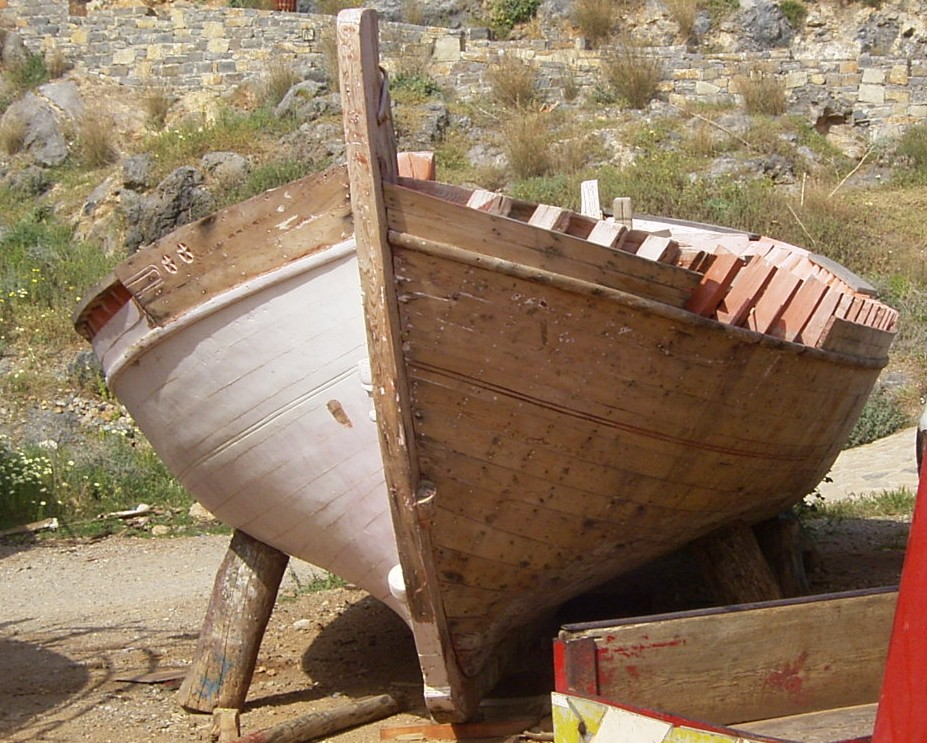
Bordage à franc-bord.

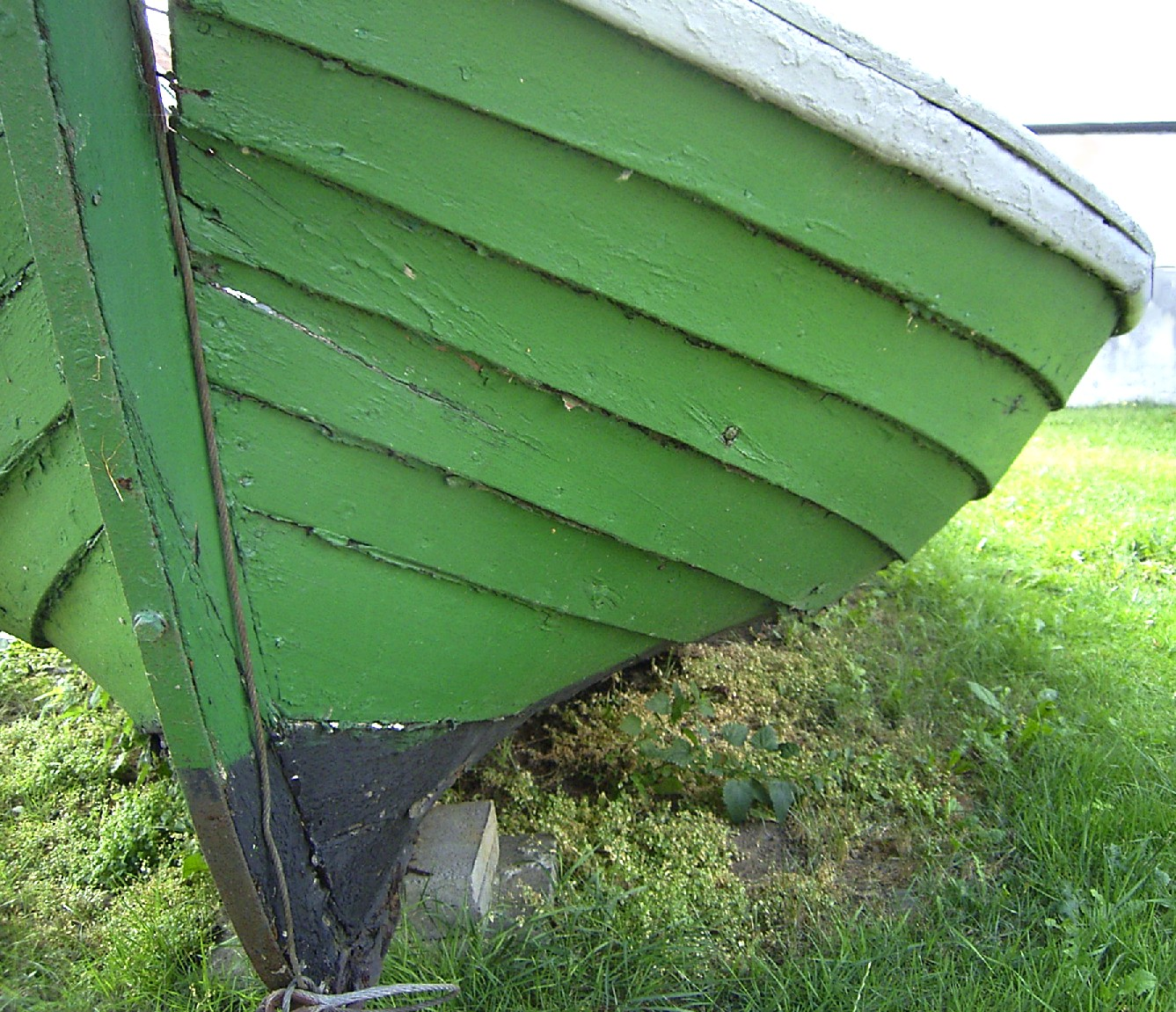
Bordage à clin.

Le bordage est une pièce de la charpente d'un navire. Lorsqu'il s'agit d'un navire construit en bois, le bordage est une des pièces dont l'ensemble constitue le bordé. Le bordé est la partie extérieure de la coque que l'on tente de rendre la plus étanche possible. Une suite de bordages mis bout à bout dans le sens de la longueur s'appelle une virure. Le bordage désigne aussi les planches des planchers des ponts, et des planchers intérieurs.

## Description
L'épaisseur et le type des bordages varient selon leur emplacement entre la quille et le haut de la muraille de bordé. Les types de bordage ont été sélectionnés par les charpentiers de marine pour leurs différents avantages et inconvénients, et ce en relation avec les essences de bois utilisées (chêne, orme, sapin d'Europe, teck, etc.).
Exemples de bordages ou de bordés :
- bordage à franc-bord.
- bordage à mi-bois[réf. nécessaire].
- bordage à clin.

Les bordages sont montés sur les couples (membrures) du côté extérieur par clouage ou rivetage autrefois par gournables. Cet assemblage ne donne à la poutre navire qu'une faible résistance au cisaillement (le rectangle peut facilement se déformer en parallélogramme). Cette résistance peut être apportée par assemblage des bordages entre eux (rivetage des clins, chevillage ou tenon et mortaise) ou par le calfatage des coutures à franc-bord, travail exécuté par des ouvriers ou des marins appelés calfats.
Le galbord est la virure qui s'emboîte dans la quille par une râblure taillée dans celle-ci. Le ribord est la deuxième virure, en contact avec le galbord. Ces deux virures ont une forme très particulière et une torsion importante. La pose de leurs bordages est une partie particulièrement délicate de la construction.